# Cocopah
Cocopah, hay Cocopa, là Người Mỹ bản địa sống ở Baja California và Sonora, Mexico, và Arizona ở Hoa Kỳ. Tiếng Cocopah thuộc nhánh Delta-California của Hệ ngôn ngữ Yuman. Trong tiếng Tây Ban Nha, Cocopah được gọi là Cucapá. Theo ngôn ngữ của họ là Xawiƚƚ kwñchawaay tức "Những người sống trên sông". Theo điều tra dân số Hoa Kỳ, đã có 1009 người Cocopah trong năm 2010..

## Tiền sử và lịch sử

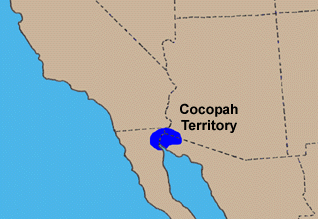
Thời điểm tiếp xúc với người Châu Âu.

Thuật ngữ Patayan được sử dụng bởi các nhà khảo cổ để mô tả các nền văn hóa người Mỹ bản địa thời tiền sử mà có người ở trên các vùng đất hiện đại như Arizona, California và Baja California, bao gồm cả khu vực gần thung lũng Sông Colorado, vùng núi lân cận, và phía bắc đến vùng lân cận của Grand Canyon. Nền văn hóa tiền sử này chủ yếu có thể là tổ tiên của người Cocopah và các bộ tộc nói Tiếng Yuman khác trong khu vực. Những người Patayan cũng có thể sản xuất nông nghiệp vùng đồng bằng, nhưng họ chủ yếu dựa vào săn bắn và hái lượm.
Sự tiếp xúc quan trọng đầu tiên của người Cocopah với người Châu Âu có thể xảy ra năm 1540, Khi nhà thám hiểm Hernando de Alarcón người Tây Ban Nha đi thuyền vào vùng đồng bằng sông Colorado. Người Cocopah được đề cập cụ thể theo tên gọi bởi cuộc thám hiểm của Juan de Oñate năm 1605.